# إريك جب
إريك جب (مواليد 1931) هو سبّاح كندي، مثّل بلاده في الألعاب الأولمبية الصيفية 1948.

## روابط خارجية
إريك جب على موقع الاتحاد الدولي للسباحة (الإنجليزية)
- إريك جب على موقع أوليمبيديا (الإنجليزية)